# Донецький державний науково-дослідний вугільний інститут
Донецький державний науково-дослідний вугільний інститут (ДонВУГІ) — утворений у березні 1946 р. для наукового забезпечення відновлення шахт Донбасу, зокрема розробки методології, створення способів та засобів, осушення та відновлення гірничих виробок, утворення нових видів кріплення, а також з метою розробки вуглехімічної карти регіону для розширення бази коксохімічної підгалузі.

## Історія інституту
Після 1950 р. основні зусилля колективу ДонВУГІ були направлені на вдосконалення технологічних комплексів поверхні шахти на базі створених інститутом схем та засобів автоматизації, механізації виробничих процесів у пристовбурних дворах, на породних відвалах, сортувальнях, вантажних пунктах, лісових та вугільних складах тощо. Сформувалась потужна експериментально-виробнича і науково-технічна база, на основі якої були утворені:
- галузевий обчислювальний центр (ГОЦ),
- інститут «Укрндівуглезбагачення»,
- інститут «Укрндігідровугілля»,
- академічний «Інститут економіки промисловості»,
- «ДонНДІ».

В наступне десятиріччя продуктивна діяльність інституту забезпечила поступальний розвиток вугледобувних підприємств. Зокрема проведено цикл робіт з механізації відробки тонких пластів, у тому числі і на крутому падінні, створення прогресивних засобів шахтного транспорту, розроблено технології та засоби регенерації шахтних стічних вод, безпечного буріння свердловин та шпурів, проведення і кріплення капітальних виробок.

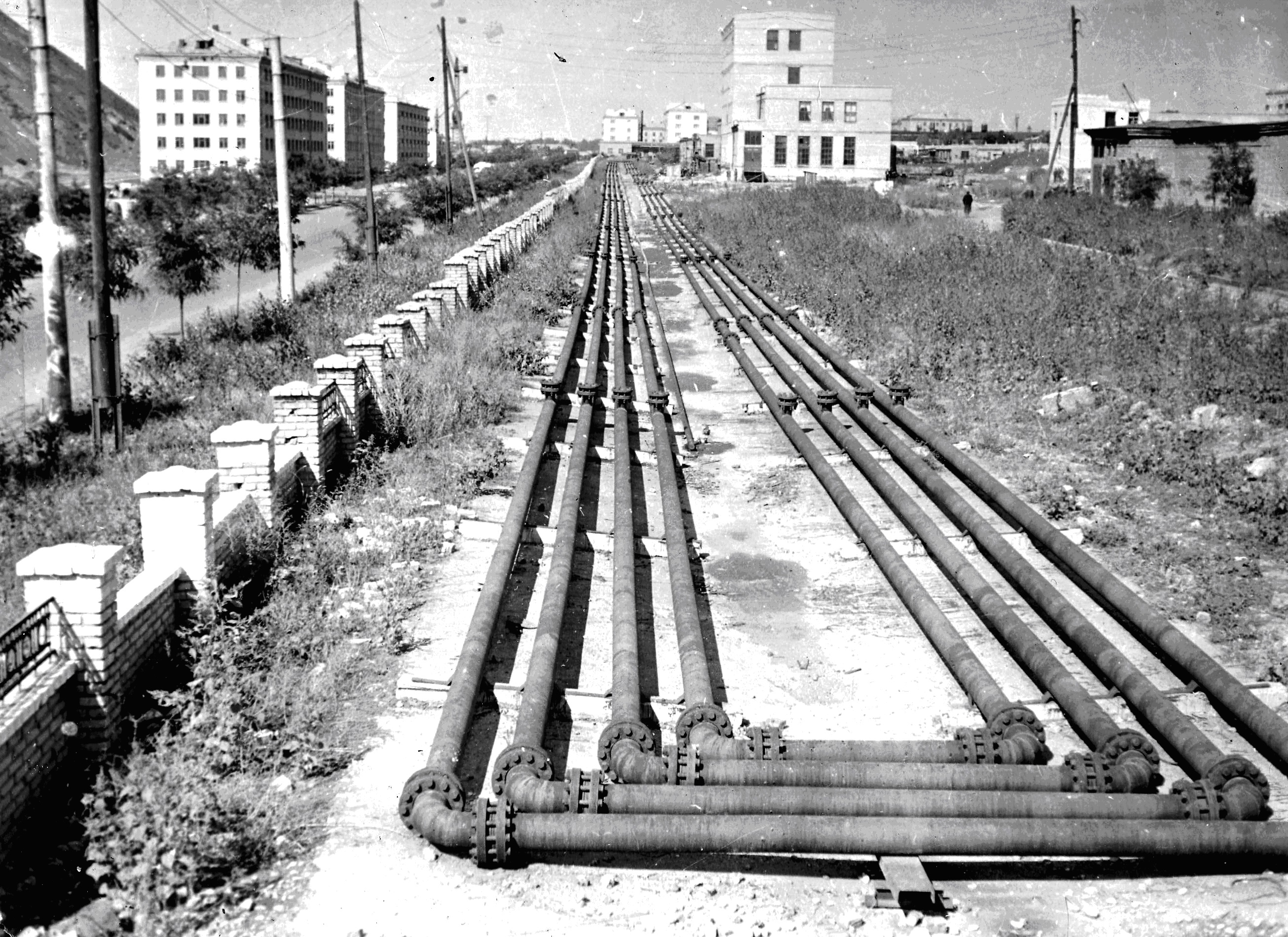
Експериментальний стенд Донецького науково-дослідного вугільного інституту з 4-х км трубопроводом. 1980-і роки.

У 1980—90-і роки ДонВУГІ працює над створенням комплексно-механізованої виїмки вугілля, проблемами проявів гірського тиску на великих глибинах, дегазації та провітрювання виробок, безпеки підземних робіт. У 90-і роки розвиваються нові наукові напрямки: енергозбереження, планування та прогнозування розвитку виробництва у вугільній галузі та її реструктуризація.
У 2014 році фактично припинив свою діяльність внаслідок окупації м. Донецьк; юридична особа наразі перебуває в стані припинення.
В ДонВУГІ діяла аспірантура, яка з 1953 р. підготувала 300 канд. наук, працювало понад 300 осіб (1999 p.), з них докторів наук та професорів — 4, канд. наук — 65. Комплекс проблематики, над якою працював ДонВУГІ на початку ХХ століття, пов'язаний з ускладненням гірничо-геологічних умов, збільшенням глибини гірничих робіт, старінням шахтного фонду, широкою комп'ютеризацією виробництва. Станом на 2003 p., ДонВУГІ був головним інститутом Міністерства палива та енергетики України з питань технології підземної розробки вугільних родовищ, розробки технічних завдань на створення нових технологій і гірничо-шахтного обладнання.